# Cum laude

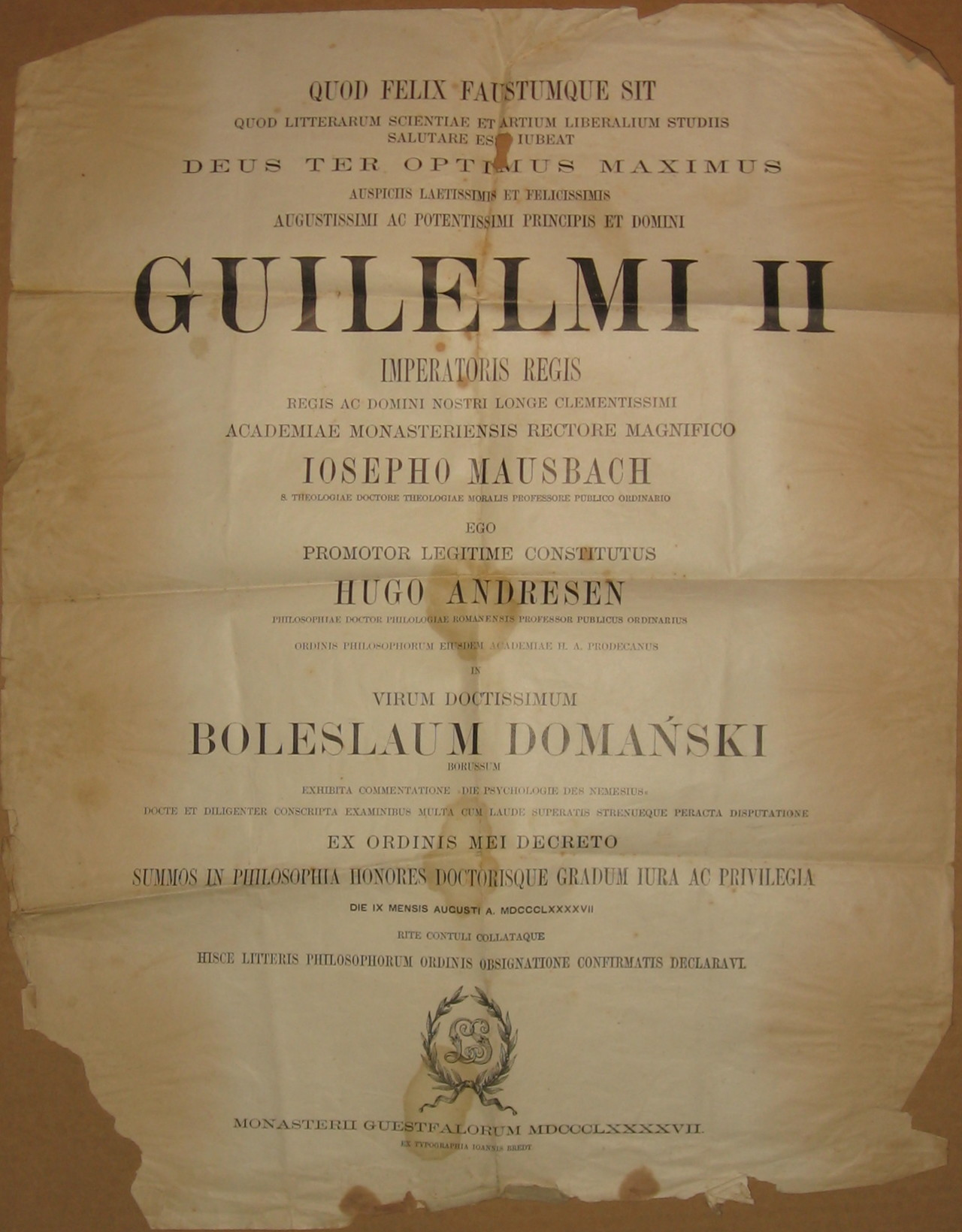
Dyplom doktorski ks. Bolesława Domańskiego, 1897: multa cum laude

Cum laude, summa cum laude – zwrot z języka łacińskiego, równoznaczny polskiemu „z pochwałą”,„z najwyższą pochwałą”, używany dawniej jako forma oceny wyróżniającej, stosowanej na dyplomach. Inne formy tego określenia to magna cum laude, multa cum laude, insigne cum laude lub cum eximia laude.